# Пелымское княжество

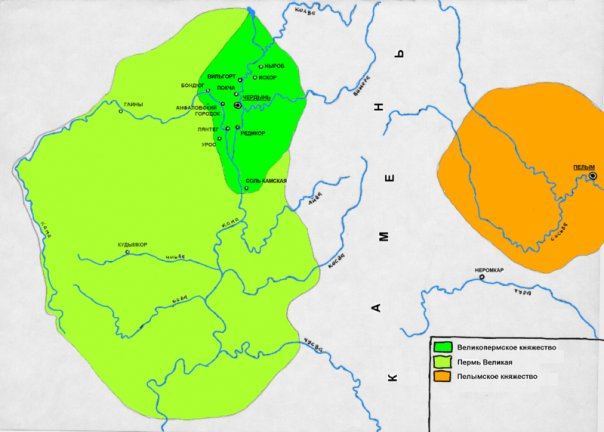
Великопермское и Пелымское княжества.

Пелы́мское кня́жество — объединение племён манси, существовавшее на севере Западной Сибири с середины XV до конца XVI века.
В состав княжества входили территории в бассейнах рек Пелым, Сосьва и Лозьва. Как самостоятельные части в состав княжества входили племенные объединения манси по рекам Конда (Кондинское княжество) и Табары (Табарское княжество).

## История
К середине II тысячелетия бассейны рек Вишера, Пелым, Сосьва и части Лозьвы были населены западной этнографической группой мансийских племен, сложившейся на основе мансийского и остяцкого населения. Политические объединения этих племен получили в исторической науке наименования "княжеств". Одним из таких княжеств было «Пелымское княжество» (так же - «Пелымское государство»), начало упоминания о котором в русских письменных источниках относится к середине XV века.
Возглавлялось Пелымское княжество родовой аристократией. Правящая верхушка княжества находилась под влиянием сибирских татар, используя татарские аристократические титулы (мурза) и тюркские имена.

### XV век
В начале 40-х годов князь Асыка начал совершать небольшие набеги на Пермь, но в 1445 г. его поймали во время пермского похода на Пелым. Асыка поклялся, что не будет нападать, но в 1447 году он напал на Пермь и разрушил несколько зырянских поселений близь Усть-Выми.
Летом 1455 г. вогулы (манси) под предводительством пелымского князя Асыки совершили набег на Пермь Великую, в ходе которого в «… в месте зовемый Кафедраил на реке Помосе» ими был убит епископ Пермский Питирим.
В 1467 г. пермяки вместе с вятичами совершили поход против манси. В плен был захвачен Асыка, однако ему удалось сбежать.
В 1481 г. пелымские вогулы (манси) под руководством Асыки вновь совершают набег на Пермь Великую. Покча, резиденция пермских князей, была сожжена (при этом был убит князь Михаил Ермолаевич и несколько членов его семьи), а окрестности Чердыни разорены.
В 1483 г. состоялся успешный поход войска Русского государства под руководством воевод Ивана Ивановича Салтыка Травина и князя Фёдора Курбского Черного на Пелымское княжество ( «…на князя на Вогульского на Асыку...») и Югру. В сражении на р. Пелым вогульское войско было разбито, а князь Асыка и его сын Юмшан бежали. В 1485 г. вогульское посольство (князь Юмшан, его тесть Калба и Ломотко) в сопровождении епископа Пермского Филофея прибыло в Москву ко двору государя всея Руси Ивана III Васильевича. Результатом поездки стало признание Юмшаном себя вассалом Москвы и начало выплаты дани.
В 1499 г. войска Русского государства под руководством воевод князя Пётра Фёдоровича Ушатого, князя Семена Федоровича Курбского и Василия Ивановича Заболоцкого Бражника вновь осуществили поход на Югру, в ходе которого отряд воеводы В. И. Заболоцкого Бражника (состоявший из вятчан) вторгся в Пелымское княжество, разорив его.

### XVI век
В начале XVI в. Пелым вышел из вассальной зависимости от русских.
С 30-х годов XVI века походы на Пермь возобновились.
В 1573 г. пелымский мурза Бегбелий Агтаков совершил набег на Пермь, осадив Сылву и Чусовую, но его набег был разбит. В 1580 Бегбелий совершил набег на Пермь, но был взят в плен и пообещал больше не тревожить пермяков. Летом 1581 года тот же Бегбелий уже восстал в Перми, и хоть он и разорил Чусовую и Сылву, он был взят в плен и увезен в Москву, а восстание подавлено.
В сентября 1581 г. вогульское войско пелымского князя Аблегирима разорило пермские владения купцов Строгоновых и безуспешно осаждало Чусовской острог. Зимой в 1581—1582 гг. отряд казаков под руководством атамана Ермака, зимовавший на р. Сылве, совершал набеги на земли вогулов. 
В конце лета 1582 г. войско Сибирского ханства, возглавляемое Алеем (старший сын сибирского хана Кучума), и пелымских вогулов князя Аблегирима совершило нападение на владения Строгановых, но было отбито казаками Ермака, вскоре выступившими в поход на Сибирское ханство. Получив отпор, войско Алея двинулось в пределы Перми Великой, где разорило пермские городки, в частности Соль Камскую, и безуспешно осаждало Чердынь. 
Летом 1583 г. войска Ермака потерпели поражение под столицей княжества Пелым и вернулись в Искер.
С целью окончательного покорения Пелымского княжества в 1593 г. состоялся поход отряда русских служилых людей под руководством князя Петра Ивановича Горчакова. В соответствии с наказом царя Фёдора I Ивановича, князь Горчаков должен был построить в пределах Пелымского княжества город, а так же схватить и казнить пелымского князя Аблегирима, его старшего сына, а также ряд представителей местной аристократии (при этом рядовое населения княжества должно было быть привлечено на сторону русских мирным путем). В результате похода Пелымское княжество было разгромлено, князь Аблегерим убит, а позже был казнен и его старший сын Тагай. На месте Пелымского городка был основан Пелымский острог, а территория княжества была включена в состав вновь образованного Пелымского уезда Тобольского разряда.
После ликвидации Пелымского княжества началась миграция его населения в Приобье, где оно приняло участие в формировании северной группы манси.
В 1598 г. манси восстали против ясачного сборщика Третьячка Кобылкина, а также продолжали враждовать с коми. 
Еще в 1599 г. манси приходили походом на Чусовую и Курью.
Попытки конды и пелыма в 1611—1612 гг. воспользоваться Смутой и восстановить независимость были подавлены воеводой Петром Исленевым. А последние восстания пелымцев были в 1630 и 1654 годах.

## Религия
По представлениям манси, духом-покровителем населения, жившего по р. Пелым был Полум-Торум-ойка (Пелымский бог старик), сын верховного божества Нуми-Торума

## Пелымские князья
- Асыка (1450-е—1483)
- Юмшан (1483—?)
- Аблегирим (?—1583)
- Кихек (1583—1594)
- Угот Аблегиримович (1599—?)

## Комментарии
1. ↑  В Вычегодско-Вымской летописи в составе войска названы «…тотары, башкирцы, югорцы, вогулечи...».[6]
2. ↑  По сведениям Вычегодско-Вымской и соликамских летописей и списку воевод Соликамска и Чердыни пелымского князя звали Кихек. В других источниках это имя не встречается.[11]
3. ↑  «самого князя и сына большего казнить, да с ними человек 5-6 пущих сыска, казнить. А меньшева сына и с женою и с детьми... взять с собою в Тобольский город»[16]
4. ↑  «черных людей всех приманить и обнадежить, чтоб жили по своим юртам и в город приходили»[16]